# Ernst Pittschau

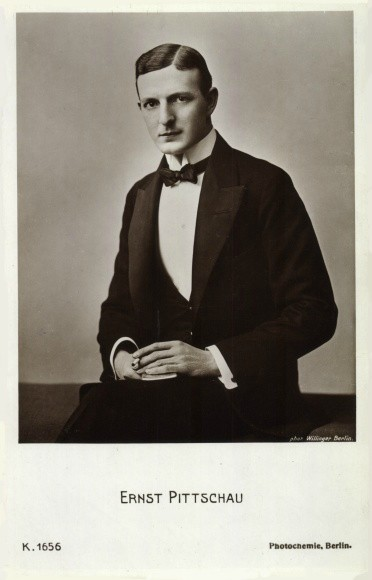

Ernst Pittschau (Altona, 5 ottobre 1883 – Berlino, 2 giugno 1951) è stato un attore tedesco.

## Biografia
Attivo in teatro dai primi anni del Novecento e nel cinema dal 1912 al 1948, ha interpretato un'ottantina di film. In Italia è ricordato soprattutto per aver interpretato il ruolo del padre del giovane protagonista, Edmund, nel film del 1948 di Roberto Rossellini Germania anno zero. Figlio di un attore teatrale, Pittschau avrebbe dovuto dedicarsi alla vendita di materiali per dentisti. Nel 1905 scelse però di avvicinarsi, come il padre, alla carriera artistica, ottenendo a Coblenza la sua prima scrittura. Proseguì la carriera teatrale a Berlino e nel 1912 iniziò a lavorare per il cinema, ricoprendo inizialmente ruoli brillanti di giovane elegante e raffinato. Ebbe come partner Hanni Weiße ed Henny Porten.
Nel decennio successivo il suo impegno nel cinema scemò e l'attore tornò a lavorare in commedie per il teatro, segnatamente il Theater am Kurfürstendamm. Nonostante la nutrita serie di film girati, gli anni quaranta lo videro ridotto in povertà tanto da dover ricorrere alla Fondazione intitolata al gerarca nazista Joseph Goebbels creata per aiutare gli artisti che vivevano in condizioni di indigenza. Pochi anni dopo la fine della seconda guerra mondiale, il regista Roberto Rossellini, lo chiamò ad interpretare un ruolo di rilievo - quello del padre anziano e malato che muore avvelenato dal figlio, l'adolescente protagonista Edmund - nel suo film Germania anno zero. È stato il suo ultimo film, prima della morte sopraggiunta nel 1951 a 67 anni di età.

## Filmografia
- Um Haaresbreite, regia di Curt A. Stark (1912)
- Die Zigeunerin, regia di Max Mack (1912)
- Ein Mädchen zu verschenken, regia di Olga Wohlbrück (1913)
- Die schwarze Kugel oder Die geheimnisvollen Schwestern, regia di Franz Hofer (1913)
- Zofia - Kriegs-Irrfahrten eines Kindes, regia di Hubert Moest (1915)
- Schlemihl, regia di Richard Oswald (1915)
- Die Rose von Stambul, regia di Arthur Wellin (o Felix Basch?) (1919)
- Lucrezia Borgia, regia di Richard Oswald (1922)
- Lola Montez, die Tänzerin des Königs, regia di Willi Wolff (1922)
- Namenlose Helden, regia di Curtis Bernhardt (1925)
- Ich hatt' einen Kameraden, regia di Conrad Wiene (1926)
- Die Zaubergeige, regia di Herbert Maisch (1944)
- Germania anno zero, regia di Roberto Rossellini (1948)